# Oreobolus tholicarpus
Oreobolus tholicarpus är en halvgräsart som beskrevs av Dennis Ivor Morris. Oreobolus tholicarpus ingår i släktet Oreobolus och familjen halvgräs.
Artens utbredningsområde är Tasmanien. Inga underarter finns listade i Catalogue of Life.